# Jazmin Sawyers
Pour les articles homonymes, voir Sawyers.
Jazmin Sawyers (née le 21 mai 1994 à Stoke-on-Trent) est une athlète britannique, spécialiste du saut en longueur et des épreuves combinées.

## Biographie
Elle se classe troisième du saut en longueur lors des championnats du monde juniors 2012, à Barcelone.
Sélectionnée dans l'équipe d'Angleterre lors des Jeux du Commonwealth 2014 de Glasgow, en Écosse, elle remporte la médaille d'argent du concours du saut en longueur, devancée par la Nigériane Ese Brume.
Le 19 mars 2016, Sawyers termine 13e lors des championnats du monde en salle de Portland avec une marque de 6,31 m. Le 8 juillet, elle devient vice-championne d'Europe à l'occasion des Championnats d'Europe d'Amsterdam avec un saut à 6,86 m (+ 2,8 m/s), derrière la Serbe Ivana Španović (6,94 m) mais devant l'Allemande Malaika Mihambo (6,65 m).
Le 5 mars 2023, Jazmin Sawyers décroche le titre continental en salle à l'occasion des championnats d'Europe en salle d'Istanbul, en franchissant pour la première fois de sa carrière la barrière des 7 mètres, avec 7,00 m exactement, record du Royaume-Uni en salle battu de trois centimètres, record personnel en salle battu de vingt-six centimètres, et meilleure performance mondiale de l'année. Première britannique sacrée sur l'épreuve depuis 1984, elle remporte sa première médaille d'or à sa quatorzième compétition internationale. 

### Entraîneurs
Entraînée au début de sa carrière par Alan Lerwill, vainqueur du saut en hauteur aux Jeux du Commonwealth de 1974, elle est lors de son parcours universitaire, jusqu'en 2017, sous la tutelle de Malcolm Arnold et de James Hillier.  
À partir de 2017, elle s'entraine à Birmingham avec Kelly Sotherton, médaillée mondiale et olympique de l'heptathlon, mais le duo se sépare à la fin de la même année. 
De fin 2017 à fin 2022, Sawyers vit en Floride et s'entraîne avec le groupe de Lance Brauman.  
Fin 2022, elle rejoint Aston Moore à Stoke-on-Trent, qui lui change sa technique de saut et lui permet d'atteindre les 7 mètres. 

## Vie privée
Elle est diplômée de l'Université de Bristol en droit.

## Palmarès
| Date | Compétition                            | Lieu             | Résultat | Épreuve    | Marque |
| ---- | -------------------------------------- | ---------------- | -------- | ---------- | ------ |
| 2011 | Championnats du monde cadets           | Lille            | 9e       | Heptathlon |        |
| 2012 | Jeux olympiques de la jeunesse d'hiver | Innsbruck        | 2e       | Boblseigh  |        |
| 2012 | Championnats du monde juniors          | Barcelone        | 3e       | Longueur   | 6,67 m |
| 2013 | Championnats d'Europe juniors          | Rieti            | 2e       | Longueur   | 6,63 m |
| 2014 | Jeux du Commonwealth                   | Glasgow          | 2e       | Longueur   | 6,54 m |
| 2015 | Championnats d'Europe espoirs          | Tallinn          | 2e       | Longueur   | 6,71 m |
| 2016 | Championnats du monde en salle         | Portland         | 12e      | Longueur   | 6,37 m |
| 2016 | Championnats d'Europe                  | Amsterdam        | 2e       | Longueur   | 6,86 m |
| 2016 | Jeux olympiques d'été                  | Rio de Janeiro   | 8e       | Longueur   | 6,69 m |
| 2017 | Championnats d'Europe en salle         | Belgrade         | 6e       | Longueur   | 6,67 m |
| 2018 | Jeux du Commonwealth                   | Gold Coast       | 7e       | Longueur   | 6,35 m |
| 2018 | Championnats d'Europe                  | Berlin           | 4e       | Longueur   | 6,67 m |
| 2018 | Ligue de diamant                       | Ligue de diamant | 9e       | Longueur   | 6,33 m |
| 2021 | Jeux olympiques                        | Tokyo            | 8e       | Longueur   | 6,80 m |
| 2022 | Championnats du monde                  | Eugene           | 9e       | Longueur   | 6,62 m |
| 2022 | Jeux du Commonwealth                   | Birmingham       | 4e       | Longueur   | 6,84 m |
| 2022 | Championnats d'Europe                  | Munich           | 3e       | Longueur   | 6,80 m |
| 2023 | Championnats d'Europe en salle         | Istanbul         | 1re      | Longueur   | 7,00 m |

## Records
| Épreuve          | Épreuve   | Marque      | Lieu        | Date        |
| ---------------- | --------- | ----------- | ----------- | ----------- |
| Saut en longueur | Plein air | 6,90 m      | Chula Vista | 6 juin 2021 |
| Saut en longueur | En salle  | 7,00 m (NR) | Istanbul    | 5 mars 2023 |